# Jacksons Shenandoah-kampagne
 Ikke at forveksle med Shenandoah-kampagnen.
Jacksons Shenandoah-kampagne var den konfødererede general Stonewall Jacksons strålende forårskampagne gennem Shenandoah dalen i 1862 under den amerikanske borgerkrig. Ved hjælp af vovemod og hurtige manøvrer vandt Jacksons 17.000 mand adskillige mindre slag mod tre af Unionens hære med tilsammen over 60.000 mand, og forhindrede dem derved i at understøtte Unionens offensiv mod Richmond.

## Baggrund
Foråret 1862 var en anspændt tid for Konføderationen. Efter den vellykkede sommer i 1861, ikke mindst med det Første slag ved Bull Run blev udsigterne hurtigt mørkere. Unionens hære i det vestlige operationsområde, under Ulysses S. Grant og andre erobrede territorium fra Sydstaterne og vandt betydningsfulde slag, såsom Slaget ved Fort Donelson og Slaget ved Shiloh. I det østlige operationsområde nærmede generalmajor George B. McClellans kolossale Army of the Potomac sig Richmond fra sydøst i Peninsula kampagnen, generalmajor Irvin McDowell's store korps lå på spring til at støde frem mod Richmond nordfra og generalmajor Nathaniel P. Banks's hær truede Shenandoah dalen. Jacksons indsats i Shenandoah dalen dette forår hjalp med til at afspore Unionens planer og gav Sydstaterne fornyet mod.

## Indledende bevægelser
I november 1861 havde Jackson kommandoen over Shenandoah distriktet med hovedkvarter i Winchester. Jackson, som indtil for nylig havde været professor på Virginia Military Institute og pludselig var blevet en helt i det Første slag ved Bull Run var kendt med terrænet, efter at have boet der i det meste af sit liv. Hans hær omfattede Stonewall Brigaden og en række militsenheder. I december blev Jackson forstærket af brigadegeneral William W. Loring og 6.000 tropper, men hans samlede styrke var ikke tilstrækkelig til at gennemføre offensive operationer. Mens Banks forblev nord for Potomacfloden gennemførte Jacksons kavaleri under oberst Turner Ashby raids mod Chesapeake and Ohio Canal og Baltimore and Ohio Railroad. Jackson kæmpede uden større resultat med to mindre Unionsposter ved Romney og Bath.
Banks reagerede ved at krydse Potomacfloden i slutningen af februar og rykke sydpå for at beskytte kanal og jernbane fra Ashby. Jacksons styrker udgjorde venstre fløj af Joseph E. Johnston's hær, og da Johnston rykkede fra Manassas til Culpeper i marts, blev Jackson's position i Winchester helt isoleret. Den 12. marts 1862, fortsatte Banks sit fremstød mod sydvest – op gennem dalen – og besatte Winchester. Jackson havde trukket sig tilbage langs landevejen til Strasburg. Banks's ordrer, som led i den overordnede strategi for Peninsula kampagnen bestod i at rykke sydpå og drive Jackson ud af Shenandoah dalen. Efter at have opnået dette skulle han trække sig tilbage i nærheden af Washington, D.C. En kraftig styrke under brigadegeneral James Shields begyndte at rykke sydpå fra Winchester den 17. marts, nogenlunde samtidig med at McClellan indledte sin amfibieoperation som bragte hæren til Virginia halvøen.
Jackson's ordrer fra Johnston gik ud på at undgå større slag, fordi han var stærkt i undertal, men samtidig skulle han holde Banks tilstrækkelig beskæftiget til at forhindre at han sendte tropper til forstærkning af McClellan på halvøen. Da Shields nærmede sig Strasburg trak Jackson sig tilbage til Mount Jackson, og efterlod blot en kavaleriskærm. Unionens kavaleri rapporterede fejlagtigt til Shields at Jackson var flygtet fra Dalen. Banks konkluderede at første del af han mission – at fjerne Jackson fra Dalen – var blevet gennemført, og han fortsatte med at rykke mod øst, tilbage i nærheden af Washington. Jackson var forfærdet over denne manøvre, da Banks dermed gjorde det som Jackson havde fået ordre til at forhindre.
Den 22. marts havde Ashbys kavaleri skudvekslinger med forposter som Shields havde efterladt ved Kernstown, lige syd for Winchester, og han rapporterede til Jackson at der kun var en svag Unionsstyrke i området, mindre end fire regimenter. Rent faktisk var Shields' styrke på en hel infanteridivision på næsten 9.000 mand, langt stærkere end Jacksons 3.400.

## Slag
Første slag ved Kernstown (23. marts 1862)
Unionstropperne, som i Shields fravær blev kommanderet af oberst Nathan Kimball, stoppede Jacksons fremrykning ved Kernstown og gennemførte et modangreb, som omgik Jacksons venstre flanke og tvang ham til at trække sig tilbage. Jackson havde fejlagtigt fået at vide at Unionen havde færre tropper ved Kernstown end de faktisk havde. Det var et taktisk nederlag for Jackson; men det var en strategisk sejr for konføderationen idet den tvang præsident Abraham Lincoln til at beholde Banks' styrker i Shenandoah dalen og McDowell's korps på 30.000 mand nær Fredericksburg, hvilket fjernede ca. 50.000 soldater fra McClellan's invasionsstyrke. Desuden blev der oprettet tre adskilte kommandoer – en under McDowell, en under Banks og en under den netop ankomne generalmajor John C. Frémont). Dette betød, at der ikke var nogen som samlet koordinerede deres strategiske handlinger, hvilket viste sig fatalt for Unionens hære.
Slaget ved McDowell (8. til 9. maj 1862)
Jackson samlede Richard S. Ewells store division og generalmajor Edward Johnsons division og bragte dermed sin styrke op på 17.000 mand. Han marcherede ad en snirklet vej (se kortet) ril West View i West Virginia i håb om at maskere sine hensigter. I mellemtiden besluttede Frémont at rykke frem til til Staunton og beordrede brigadegeneral Robert H. Milroy til at forberede sin brigade ved McDowell til den kampagne. Havde Frémont og Banks slået sig sammen ville Jacksons styrker være blevet overvældet. Derfor besluttede Jackson til at angribe Unionens styrke lidt ad gangen. Først dem ved McDowell – brigaderne under Milroy og Robert C. Schenck. Ved McDowell den 8. maj, mens Jackson søge efter en mulighed for at krydse floden og omringe Unionsstyrken, tog Milroy initiativetog angreb den konfødererede stilling på Sitlington Hill. Unionsstyrken blev slået tilbage efter en intens kamp, som varede i fire timer. Derefter trak Milroy og Schenck sig tilbage til Franklin efter at have antændt skovbrande for at forsinke enhver forfølgelse.
Efter Jacksons sejr ved McDowell var der en to ugers pause i kampen mens styrkerne omplacerede sig og Jackson prøvede at finde ud af den bedste måde at forhindre Banks i at forlade Dalen og forstærke Irvin McDowell eller McClellan. Robert E. Lee, som på dette tidspunkt var militær rådgiver for Jefferson Davis, afstedkom nogen forvirring ved at kommunikere direkte med Ewell uden om Jackson og Johnston (som havde den overordnede kommando i området) og kraftigt tilråde ham at angribe Banks kommunikationslinie. Ewells ordrer fra Jackson havde været at indtage en stilling ved Swift Run Gap og imødegå ethvert fremstød fra Banks. Mens denne uenighed blev afklaret sendte Banks Shields og hans division af sted for at forstærke Irvin McDowell's styrker ved Fredericksburg, hvilket efterlod Banks med kun 8.000 tropper, som han flyttede til en stærk stilling ved Strasburg i Virginia. Han udskilte omkring 1.000 mand under oberst John Reese Kenly som blev sendt til Front Royal for at holde udkig efter et muligt konfødereret angreb i Luray Valley. Johnston beordrede Ewell til at forlade Dalen og reagere på Shields' afgang, men Jackson og Lee tilsammen overbeviste ham om at en potentiel sejr i Shenandoah dalen havde større betydning end at følge Shields.
Den 21. maj marcherede Jackson sin styrke østpå fra New Market, slog sig sammen med Ewell og fortsatte nordpå ned gennem Luray Valley. De rykkede frem i forceret march, hvilket var typisk for kampagnen og gav hans infanterister tilnavnet "Jacksons fodkavaleri". Han sendte Ashbys kavaleri direkte mod nord for at få Banks til at tro, at han ville angribe Strasburg, men hans plan gik ud på at besejre Kenly's lille forpost ved Front Royal og hurtigt angribe Banks' kommunikationslinie ved Harpers Ferry.
Slaget ved Front Royal (23. maj 1862)
Konfødererede styrker anført af "Louisiana Tigers" Brigaden og 1st Maryland Infantry, overraskede og overløb forposterne for den 1.000 mand store Unionsgarnison ved Front Royal.
Efter at være blevet drevet gennem byen stod Unionstropperne fast på Camp Hill og igen ved Guard Hill efter at have forsøgt at sætte ild til broerne over floden. I undertal og truet i flanken fortsatte Kenly med at trække sig tilbage til Cedarville, hvor to kavaleriangreb under ledelse af oberst Thomas L. Flournoy brød igennem vejspærringen og sendte Unionsstyrken på flugt. Næsten 900 Unionssoldater overgav sig. Jacksons sejr ved Front Royal tvang unionshæren under Banks ved Strasburg til en hurtig retræte mod Winchester tidligt den 24. maj. Selv om Jackson forsøgte at forfølge var hans tropper udmattede og plyndrede Unionens forsyningstog, hvilket forsinkede dem voldsomt. En kolonne var bagefter tidsplanen da den nåede Middletown, lige efter at Banks' sårbare kolonne var passeret.
Første slag ved Winchester (25. maj 1862)
Efter at have haft skudvekslinger med Banks retirerende hær ved Middletown og Newtown den 24. maj fortsatte Jacksons division nordpå ad landevejen gennem dalen mod Winchester. Der gjorde Banks forsøg på at reorganisere sin hær så den kunne forsvare byen. Ewells division nærmede sig Winchester fra sydøst med landevejen fra Front Royal. Den 25. maj angreb Ewell Camp Hill mens Louisiana Brigaden fra Jacksons division udflankerede og overløb Unionens stilling på Bowers Hill. Panikken spredtes genne Unionens rækker og mange flygtede gennem Winchester. Banks’ hær blev grundigt besejret og trak sig tilbage nordpå over Potomacfloden. Jackson forsøgte af forfølge, men det lykkedes ham ikke.
Politikerne i Washington reagerede på at Banks var blevet smidt ud af Shenandoah dalen og begik en fatal fejltagelse. Lincoln og krigsminister Edwin M. Stanton beluttede at det havde øjeblikkelig prioritet at besejre Jackson, selv om hans ordrer blot gik på at holde Unionens styrker væk fra Richmond. De beordrede Irvin McDowell til at sende 20.000 mand (under Shields og generalmajor Edward Ord) til Front Royal og beordrede Frémont til at rykke til Harrisonburg. Hvis begge styrker kunne bevæge sig mod Strasburg ville Jacksons eneste flugtvej op gennem dalen blive afskåret. Den umiddelbare ulempe ved dette træk var at det aflyste McDowell koordinerede angreb med McClellan på Richmond.
Den 30. maj efterlod Jackson Stonewall Brigaden til at holde Banks i skak nord for Potomacfloden, mens han trak sig tilbage fra Harpers Ferry. Selv om både Shields og Frémont var tættere på Strasburg end Jackson rykkede de langsomt frem. Shields generobrede Front Royal fra en lille konfødereret styrke og spildte derefter tiden uden klare ordrer. Frémont blev forsinket af Ashbys kavaleri og pressede ikke hårdt på for at komme fremad. Begge blev forsinket af dårlige veje, mens Jacksons tropper kunne bruge landevejen. Jackson undslap fra Strasburg den 1. juni inden Unionstropperne kunne fange ham i en fælde.
Den 2. juni forfulgte Unionsstyrker Jackson—McDowell op gennem Luray Valley og Frémont op ad landevejen gennem Dalen. Banks krydsede Potomacfloden og fulgte efter. I de næste fem dage kom det til hyppige sammenstød mellem Turner Ashby's kavaleri (som afskærmede bagtroppen ved Jacksons march) og det forreste Unionskavaleri. En enkelt kavaleribrigade fra Unionen nåede bagtroppen i Jacksons kolonne og sendte den på flugt, men Ashby fik samling på nogle overlevende og holdt bagtroppen tilbage. Han brændte også nogle broer over den sydlige gren af Shenandoah, hvilket forsinkede Unionens forfølgelse og holdt Shields og Frémonts styrker adskilt. Da kontakten blev genoprettet den 6. juni blev Ashby dræbt på Chestnut Ridge nær Harrisonburg i en ildkamp med Frémont. Det var et betydeligt tab for de konfødererede da Ashby (den "Sorte Ridder") var en af dens mest lovende kavalerigeneraler.
Jacksons hær indtog defensive positioner i Cross Keys og Port Republic, hvor de afsluttende slag ville blive udkæmpet over to dage. Den 8. juni var et raid af Shields kavaleri mod Port Republic næsten ved at erobre de konfødereredes forsyningstog og Jackson selv.
Slaget ved Cross Keys (8. juni 1862)
Frémonts hær stødte på Ewells division ved Cross Keys den 8. juni. Brigadegeneral Julius Stahels brigade, som angreb på Unionens venstre fløj blev rystet af en overraskende salve fra Isaac R. Trimble's styrke og blev drevet væk i forvirring. Efter at have aftestet andre dele af den konfødererede linje trak Frémont sig tilbage under dækning fra sine artilleribatterier. Jackson afstod fra et samlet angreb på Frémont; hans tætte berøring med kavaleriet den 8. juni overbeviste han om at Shields var en mere alvorlig trussel. Den næste dag holdt Trimbles og John M. Patton’s brigader Frémont tilbage mens resten af Ewell’s styrker krydsede floden over en midlertidig bro for at hjælpe til med at besejre brigadegeneral Erastus B. Tylers styrke ved Port Republic.
Slaget ved Port Republic (9. juni 1862)
Jackson samlede sine styrker øst for den sydlige gren af Shenandoah mod de isolerede brigader under Erastus Tyler og Samuel Carroll fra Shields’s division (Tyler havde kommandoen i Shieldss fravær). Konfødererede angreb over de laveste områder blev slået tilbage med store tab, men et angreb ramte de konfødererede i flanken. Modangreb kunne ikke genetablere linjen og Tyler blev tvunget til at trække sig tilbage. Konfødererede styrker ved Cross Keys marcherede af sted for at slutte sig til Jackson ved Port Republic, og brænde North River Bridge efter sig. Frémonts hær ankom for sent til at kunne hjælpe Tyler og Carroll og de så hjælpeløse til fra den anden side af den regnfyldte flod.

## Efterspil
Efter Jacksons sejre ved Cross Keys og Port Republic blev Unionens styrker trukket tilbage. Jackson sluttede sig til Lee på Virginia halvøen til Syvdagesslaget (hvor han leverede en usædvanlig sløv præstation, hvilket måske skyldes strabadserne i den netop afsluttede kampagne)
Han havde opfyldt sin mission, tilbageholdt over 50.000 tropper fra McClellan (som følte at den konfødererede hær var større end sin egen, selv om hele Army of Northern Virginia havde omkring 60.000 inklusiv Jackson). Med successen i hans Shenandoah kampagne blev Stonewall Jackson den mest feterede soldat i konføderationen (indtil han blev overgået af Lee) og hans sejre løftede moralen i befolkningen. I en klassisk militær kampagne med overraskelse og manøvre pressede han sin hær til at tilbagelægge 1.040 km på 48 dage med march og vandt 5 betydningsfulde sejre med en styrke å 17.000 mod en samlet styrke på 60.000.
På Unionens side resulterede de pinlige nederlag i at der blev skiftet ud blandt de kommanderende offierer. McDowell's korps blev i Shenandoah dalen og blot en enkelt division under George A. McCall) kunne slutte sig til McClellan på halvøen. Lincoln var desillusioneret over vanskeligehederne ved at styre flere styrker i denne kampagne og skabte en enkelt ny hær, Army of Virginia, under generalmajor John Pope, som kom til at bestå af styrkerne under Banks, Frémont, McDowell og en række mindre enheder fra området ved Washington og det vestlige Virginia. Denne hær blev grundigt besejret af Lee og Jackson i Nordlige Virginia kampagnen og det Andet slag ved Bull Run.

## Yderligere læsning
- Allen, William, Stonewall Jackson's Valley Campaign: From November 4, 1861 to June 17, 1862, Smithmark Publishers, 1995, ISBN 0-8317-1432-8.
- Hotchkiss, Jedediah, Make Me a Map of the Valley: The Civil War Journal of Stonewall Jackson's Topographer, Southern Methodist University Press, 1988, ISBN 0-87074-270-1.
- Martin, David G., Jackson's Valley Campaign: November 1861 – June 1862, Combined Books, 1994, ISBN 0-938289-40-3.
- Miller, William J., Mapping for Stonewall: The Civil War Service of Jed Hotchkiss, Elliott & Clark Publishing, 1993, ISBN 1-880216-11-6.
- Tanner, Robert G., Stonewall in the Valley: Thomas J. "Stonewall" Jackson's Shenandoah Valley Campaign Spring 1862, Stackpole Books, 1996, ISBN 0-8117-2064-0.

## Eksterne links
- Animated History of Jackson's Valley Campaign Arkiveret 3. juli 2007 hos  Wayback Machine